# Villeneuve-les-Sablons
Villeneuve-les-Sablons – miejscowość i gmina we Francji, w regionie Hauts-de-France, w departamencie Oise.
Według danych na rok 1990 gminę zamieszkiwały 1024 osoby, a gęstość zaludnienia wynosiła 231 osób/km² (wśród 2293 gmin Pikardii Villeneuve-les-Sablons plasuje się na 287. miejscu pod względem liczby ludności, natomiast pod względem powierzchni na miejscu 930.).